# ヴィンキオ
ヴィンキオ（伊: Vinchio）は、イタリア共和国ピエモンテ州アスティ県にある、人口約600人の基礎自治体（コムーネ）。

## 地理

### 位置・広がり

#### 隣接コムーネ
隣接するコムーネは以下の通り。
- ベルヴェーリオ
- カステルヌオーヴォ・カルチェーア
- コルティリオーネ
- モンベルチェッリ
- ニッツァ・モンフェッラート
- ヴァーリオ・セッラ

#### 地震分類
イタリアの地震リスク階級 (it) では、4 に分類される
。

## 行政

### 分離集落
ヴィンキオには、以下の分離集落（フラツィオーネ）がある。
- Noche, Borgo Cascine, Montecroce